# Generaldirektion Steuern und Zollunion
Die Generaldirektion Steuern und Zollunion (TAXUD für englisch Taxation and Customs Union Directorate-General) ist die Generaldirektion der Europäischen Kommission, die für die Zollüberwachung der EU-Außengrenzen und das Zollrecht der Europäischen Union insgesamt zuständig ist. Ebenso gehören die Harmonisierung von Zöllen und Steuern innerhalb der Union sowie eine Unterstützung und verbesserte Zusammenarbeit der Mitgliedstaaten bei der Bekämpfung von Steuerhinterziehung zu den Agenden der Behörde. Die Generaldirektion ist Paolo Gentiloni als Kommissar für Steuern und Zollunion zugeordnet. Leiter der Behörde ist seit August 2020 der Grieche Gerassimos Thomas.